# Liste der Wappen in der Provinz Nuoro

Lage der Provinz in Italien

Die Liste der Wappen in der Provinz Nuoro zeigt die Wappen der Gemeinden in der Provinz Nuoro der autonomen Region Sardinien in der Republik Italien. In dieser Liste sind die Wappen jeweils mit einem Link auf die Gemeinde angezeigt.

## Wappen der Provinz Nuoro

Provinz Nuoro

## Wappen der Gemeinden der Provinz Nuoro

Aritzo
Atzara
Austis
Belvì
Birori
Bitti
Bolotana
Borore
Bortigali
Desulo
Dualchi
Gadoni
Galtellì
Gavoi
Irgoli
Lei
Loculi
Lodine
Lodè
Lula
Macomer
Mamoiada
Meana Sardo
Noragugume
Nuoro
Oliena
Ollolai
Olzai
Onani
Onifai
Oniferi
Orani
Orgosolo
Orosei
Orotelli
Ortueri
Orune
Osidda
Ottana
Ovodda
Posada
Sarule
Seulo
Silanus
Sindia
Siniscola
Sorgono
Teti
Tiana
Tonara
Torpè